# マルイチ産商
株式会社マルイチ産商（マルイチさんしょう、英: MARUICHI Co.,Ltd.）は、水産物を中心に、食料品全般を扱う卸売会社。名古屋証券取引所メイン市場単独上場銘柄である。中部地方や関東などで事業を展開、特に長野県で高いシェアを持つ。

## 沿革
- 1927年 - 長野県長野市の魚屋として創業。屋号はやましょう若松屋。
- 1951年 - 株式会社長野中央魚市場として法人化、卸売事業を始める。
- 1962年 - 事業譲受や合併により、中南信へ拠点を広げる。株式会社長野中央市場に社名変更。
- 1964年 - 加工食品卸を開始。
- 1968年 - 甲信越地域スパー本部株式会社の前身となる企業を設立。
- 1971年 - 食肉卸を開始。
- 1973年 - 菓子卸を開始。
- 1974年 - 冷凍食品卸を開始。
- 1975年 - 食品加工を開始。
- 1986年 - 株式会社マルイチ産商に社名変更。長野県外へ本格的に進出。
- 1988年 - 名証2部上場。
- 1989年 - 国分株式会社と業務提携（後に解消）。
- 1999年 - 酒類卸を開始。
- 2002年 - 三菱商事株式会社が筆頭株主となる。
- 2006年 - 甲信越地域スパー本部株式会社の業務を引き継ぐ（後に撤退）。
- 2015年 - 千葉県銚子市の水産物加工業・信田缶詰株式会社を子会社化。
- 2017年 - 長野県内第2位の食品卸売業・株式会社丸水長野県水を子会社化。

## 関連会社
主なものを記載。
- 株式会社丸水長野県水 - 子会社。総合食品卸売業。
- 大信畜産工業株式会社 - 子会社。食肉・総菜加工業。
- 株式会社ナガレイ - 子会社。業務用食品卸売業。
- 信田缶詰株式会社 - 子会社。水産物加工業。
- 株式会社丸一北海屋 - 子会社。東京都中央卸売市場豊洲市場仲卸。
- 株式会社三共物商-子会社。水産飼料・水産物卸売
- ファーストデリカ株式会社-子会社。水産加工、流通加工、惣菜加工
- 株式会社山政北海屋-子会社。名古屋市北部市場仲卸
- 株式会社ダイニチ - 子会社。	飼料・資材の販売、養殖事業